# مصطفى سيساي
مصطفى سيساي (بالإنجليزية: Mustapha Sesay)‏ (1992 بفريتاون في سيراليون - ) هو لاعب كرة قدم نيجيري في مركز الوسط. لعب مع نادي دولفينز وإيست إند ليونز.

## وصلات خارجية
- مصطفى سيساي على موقع Soccerway.com (الإنجليزية)